# Мехия, Сэмми
Сэмми Хосе Мехия (англ. Sammy José Mejía; родился 7 февраля 1983 года в Нью-Йорке, США) — доминиканский профессиональный баскетболист, игравший на позициях атакующего защитника и лёгкого форварда.

## Карьера
Учился в старшей школе имени Теодора Рузвельта в Бронксе, затем в Университете Де Поля в Чикаго. На драфте НБА 2007 года был выбран по втором раунде под общим 57-м номером клубом «Детройт Пистонс», однако в НБА не сыграл ни одной игры. С 2008 года выступает в Европе.
В июне 2011 года Мехия подписал двухлетний контракт с московским ЦСКА, однако затем договорился с клубом о его расторжении досрочно, через год, и подписал однолетний контракт с турецким клубом «Банвит».

В июле 2020 года Мехия объявил о завершении профессиональной карьеры: 
После долгих раздумий и эмоциональных переживаний я решил официально завершить баскетбольную карьеру. Закрывая дверь этой части своей жизни, я беру с собой очень многое. Все победы и поражения. Все дружеские отношения. Всех, кто помогал мне. Спасибо, баскетбол, за то, что осуществил мечту мальчишки.»

## Достижения
- Чемпион Единой лиги ВТБ: 2011/2012
- Чемпион России: 2011/2012
- Чемпион Франции: 2009/2010